# Канско-Ачинский угольный бассейн
Канско-Ачинский бассейн — угольный бассейн, расположенный на территории Красноярского края и частично в Кемеровской и Иркутской областях.

## История изучения и освоения
Самые первые сведения об угленосности района были опубликованы во второй половине XVIII века. П. С. Палласом. Первое угледобывающее предприятие — Иршинские копи — было открыто в 1903 году. С 1918 года добыча угля велась несколькими артелями, добывавшими несколько десятков тысяч тонн угля в год.
В 1934 году в районе Красноярска была построена Бадалыкская шахта (25-30 тыс. т/год), в 1935 года на Иршинском месторождении пущена Иршинская шахта (200 тыс. т/год). До начала Великой Отечественной войны было введено в строй несколько шахт, которые давали вместе 400—460 тыс. т/год угля.
После войны началось строительство крупных угольных разрезов. В 1949 году был сдан Ирша-Бородинский разрез (сейчас крупнейший в России — Бородинский), в 1953 году — Назаровский разрез. В 1975 году был заложен Берёзовский разрез. Кроме них, за последние[когда?] 20 лет в бассейне были построены несколько небольших разрезов, из которых Переясловский и Канский вошли в разряд крупных. Максимум добычи угля в бассейне был зафиксирован в 1991 году — 56 млн т.
Изученность запасов угля в бассейне принципиально позволяет добывать здесь свыше 1 млрд т/год. Такие возможности добычи большого количества угля были обеспечены многолетним и тяжёлым трудом больших коллективов геологоразведчиков объединений «Красноярскгеология», «Запсибгеология» и «Союзуглегеология», открывших и подсчитавших запасы угольных богатств. Особенно большой вклад в изучение бассейна внесли геологи-угольщики А. В. Аксарин, В. С. Быкадоров, К. В. Гаврилин, В. В. Косарев, К. Л. Коханчик, Л. В. Лабунский, Г. Г. Поздняков, Н. П. Павленко, Н. И. Рубанов, Е.З Савченко, В. И. Яцук и др.

### История названия
В 1930—1932 годах многочисленные угленосные площади, выявленные западнее Енисея, проф. М. К. Коровин объединил под названием Чулымо-Енисейский бассейн. В эти же годы угленосные площади восточнее Енисея он же назвал Канским угольным бассейном. В дальнейшем было выявлено геологическое и генетическое единство этих угленосных структур и в 1939 году их стали считать единым Канско-Ачинским бассейном. По-видимому, впервые название «Канско-Ачинский бассейн» появилось в статье В. И. Яворского, Г. Я. Житомирова в № 12 журнала «Разведка недр» в 1939 году.

## Характеристики
Этот Центрально-сибирский бассейн обладает наиболее значительными запасами энергетического бурого угля, добывающегося открытым способом. Добыча угля в бассейне на 2012 год превысила 42 млн т в год, наиболее крупным угледобывающим предприятием является крупнейший в России угольный разрез «Бородинский», его средняя производительность за последнее десятилетие (к 2012 году) — 19,4 млн т/год, максимальная добыча 24,7 млн т/год была достигнута в 2008 году.
В последнее десятилетие (к 2012 году) к крупным относятся также разрезы «Берёзовский» (в среднем за десятилетие — 6 млн т/год), «Назаровский» (4,3 млн т/год) и «Переясловский» (4 млн т/год). До 2008 года в разряд крупных входил и разрез «Канский», добывавший до 3,9 млн т/год (2006 г.) С 2009 года добыча на этом разрезе была снижена и в 2012 году она составила всего 350 тыс. т/год. Производительность разрезов не зависит от горно-геологических условий и технической мощности предприятий. В основном она определяется рыночной конъюнктурой и экономической политикой их собственников.
Общие запасы угля, посчитанные на 1979 год, составляют 638 млрд т, но они снижаются, из них пригодно для отработки открытым способом 142,9 млрд т. Балансовые запасы по сумме категорий А+В+C1 равны 72 млрд т или 38 % общероссийских запасов угля. Ниже приведены запасы по тем же категориям. Мощность рабочих пластов от 15 до 100 м. Угленосность связана с отложениями юрского периода, в которых выявлено 50 угольных пластов, включая уникальные пласты «Мощный» (15-40 м), «Берёзовский» (до 90 м) и несколько других, менее мощных (1,3-7 метров) пластов.
В пределах бассейна известно около 30 угольных месторождений и 7 угленосных площадей. Наиболее крупными месторождениями, пригодными для открытых работ, являются:
- Абанское (Абанский район), балансовые запасы 16,8 млрд т.
- Барандатское (Тисульский район Кемеровской области), балансовые запасы 11,2 млрд т.
- Берёзовское (Разрез Березовский-1) (Шарыповский район), балансовые запасы 16,6 млрд т.
- Боготольское (Боготольский район Красноярского края), балансовые запасы 3,6 млрд т.
- Бородинское (Разрез Бородинский) (Рыбинский район Красноярского края), балансовые запасы 3,1 млрд т.
- Итатское (Тяжинский район Кемеровской области), балансовые запасы 13,1 млрд т.
- Урюпское (Тисульский район Кемеровской области и Шарыповский район Красноярского края), балансовые запасы 3,9 млрд т.
- Назаровское (Назаровский район), балансовые запасы 1,9 млрд т.
- Саяно-Партизанское (Рыбинский и Саянский районы Красноярского края), балансовые запасы 1,3 млрд т каменных углей.

### Характеристики угля
Угли большинства месторождений в основном бурые, относятся к группе 2Б, угли Балахтинского и Переясловского месторождений — к группе 3Б. Угли Саяно-партизанского месторождения каменные, групп Д и Г. Зольность бурых углей 6 — 12 %, средняя влажность 35 %, плотность около 1,5 т/м³, теплотворная способность 2 800-3 800 ккал/кг, содержание общей серы 0,3-1,0 %. В золе преобладает CaO в концентрациях 25-61 %, концентрации токсичных и радиоактивных малых элементов незначительны. Себестоимость угля низкая.

### Воздействие на окружающую среду
Добыча угля в бассейне оказывает негативное воздействие на состояние воздушной и водной среды, ландшафта, земельные ресурсы. Воздушная среда подвергается пылевому загрязнению от горной техники и с поверхностей разрезов. Пылевыделение от этих неорганизованных источников выбросов варьирует в пределах 0,8-1,8 кг/сек. Пыль выпадает на периферии разрезов, загрязняя почвы и растительность. Выпадение пыли приводит к возрастанию в почвах концентраций Ca, Mg, Ba, Sr и Cu, причём последняя загрязняет также культурные злаки. Средняя пылевая нагрузка на ландшафт изменяется от 200 до 700 т/км² в год, максимальная достигает 2 000 т/км² в год. Удельная земле-ёмкость колеблется от 2 до 7 га/млн. т угля, при этом нарушается как правило плодородный слой чернозёма. Размеры карьерных выемок достигают 30 км². Вскрышные породы не токсичны для растений и способны к самозарастанию. В результате осушения разрезов из недр откачивается большое количество подземных вод. Удельное водоотведение на крупных разрезах составляет 0,2-0,6 м³/т угля, на малых разрезах оно значительно выше — 1,5 — 30 м³/т. Суммарное водоотведение дренажных вод из угольных разрезов бассейна в 1980−1990-х гг. несколько превышало 60 тыс. м³/сут. В 2003—2012 году оно оценивалось в 60-90 тыс. м³/сут. Минерализация дренажных вод обычно не превышает 1 г/л (максимум — 1,5 г/л), к основным загрязняющим веществам относятся взвешенные вещества, нефтепродукты, барий, титан, марганец. Большое количество экологических проблем также связано со сжиганием деревьев.

## Разработка и применение
Используется в основном на месте, для выработки электроэнергии в Красноярской и Хакасской энергосистемах, а также для выработки тепла на теплоэлектроцентралях (ТЭЦ) региона. Значительное количество угля поступает также на ТЭЦ Иркутской энергосистемы.
Крупнейшими потребителями Канско-Ачинских углей являются ТЭЦ городов Красноярска, Абакана, Ачинска, Канска, Минусинска, а также Назаровская ГРЭС, Красноярская ГРЭС-2 и Берёзовская ГРЭС. Кроме того, в небольших городах и посёлках угли используются в качестве котельного топлива.
Ежегодно за счёт сжигания угля в регионе образуется около 1,2 млн т золошлаковых отходов.
Крупнейшие в бассейне угольные разрезы на Берёзовском, Бородинском и Назаровском месторождениях эксплуатируются ОАО Сибирской угольной энергетической компанией (СУЭК). Вторым по годовой добыче является ОАО «Красноярскрайуголь», эксплуатирующее разрезы на Абанском, Балахтинском, Ирбейском, Козульском, Переясловском и Саяно-Партизанском месторождениях.
Особое значение бассейну придаёт пересекающая его вдоль вытянутой с востока на запад части транссибирская железнодорожная магистраль, по которой уголь транспортируется как на запад страны (Рязанская ГРЭС), так и на Дальний Восток.
Промышленные центры — города Красноярск, Ачинск, Бородино, Канск, Назарово и Шарыпово.